# Baugnez 44 Historical Center

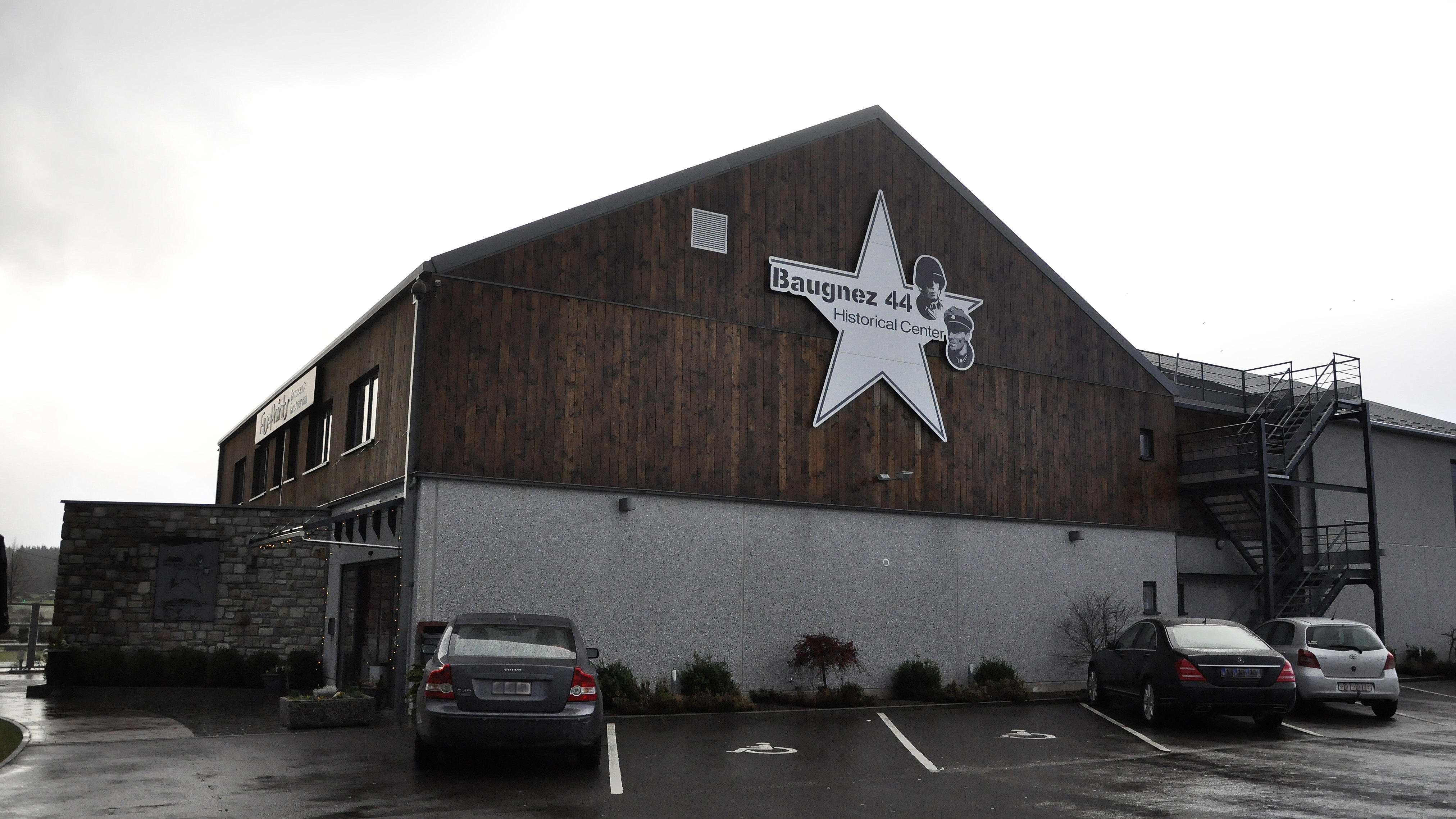
Baugnez 44 Historical Center

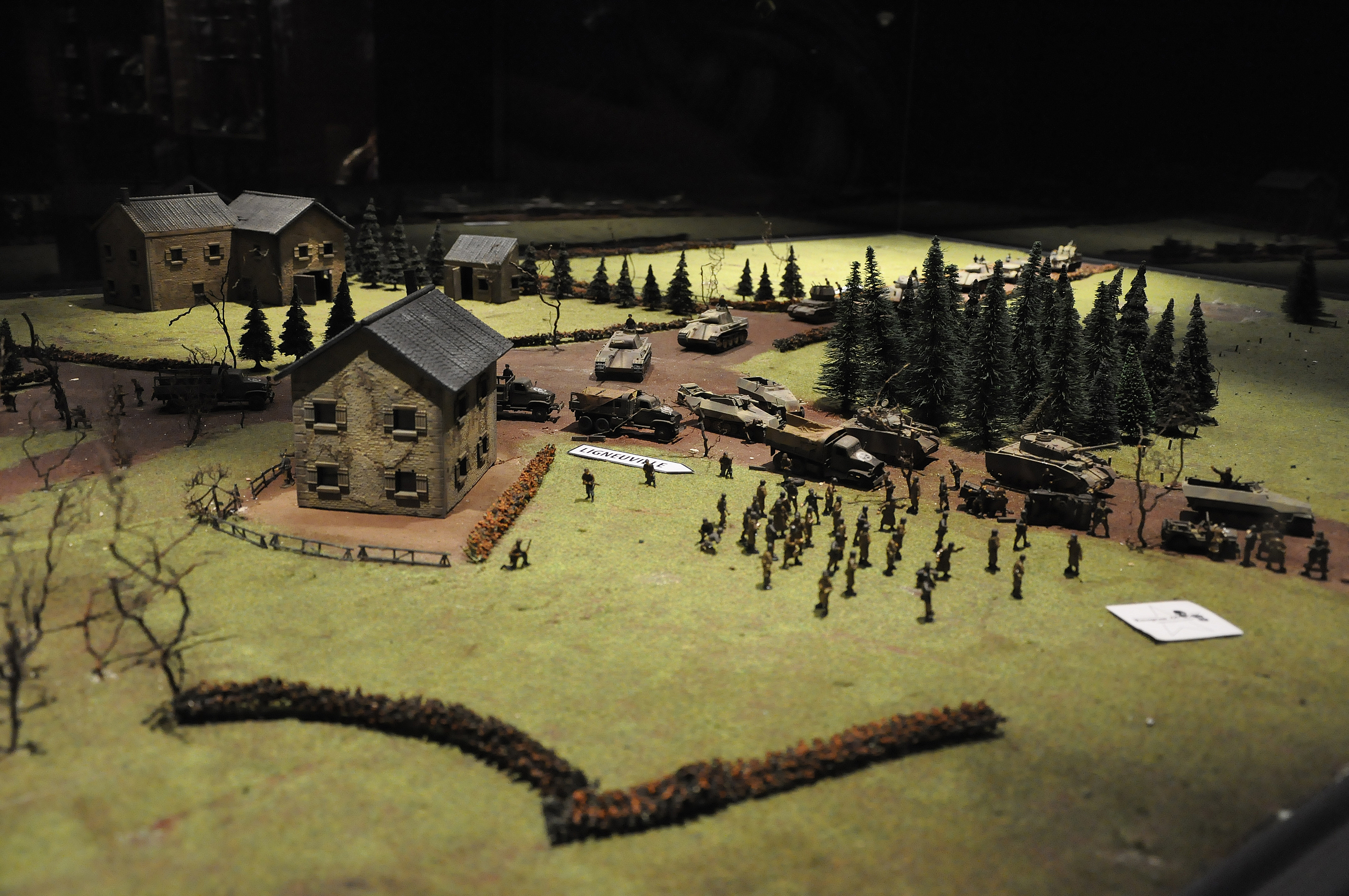
Maquette van het bloedbad met de plaats van het museum aangeduid door het kaartje rechts

Baugnez 44 Historical Center was een museum gewijd aan de slag om de Ardennen en aan het bloedbad van Malmedy dat vlak in de buurt - in het gehucht Baugnez plaatsvond. Op 9 januari 2023 sloot het definitief de deuren.
Het museum, 1200 m² groot, belichtte deze gebeurtenissen van de Tweede Wereldoorlog aan de hand van diorama's, voorwerpen, een film van 25 minuten en zeventig poppen. Audiogidsen waren ter beschikking.
Tijdens de opening van het museum op 17 december 2007 en de 63e verjaardag van het bloedbad, was Ted Palluch aanwezig, een van de drie overlevenden van het bloedbad.
Op 9 januari 2023 sloot het museum definitief de deuren.

## Galerij

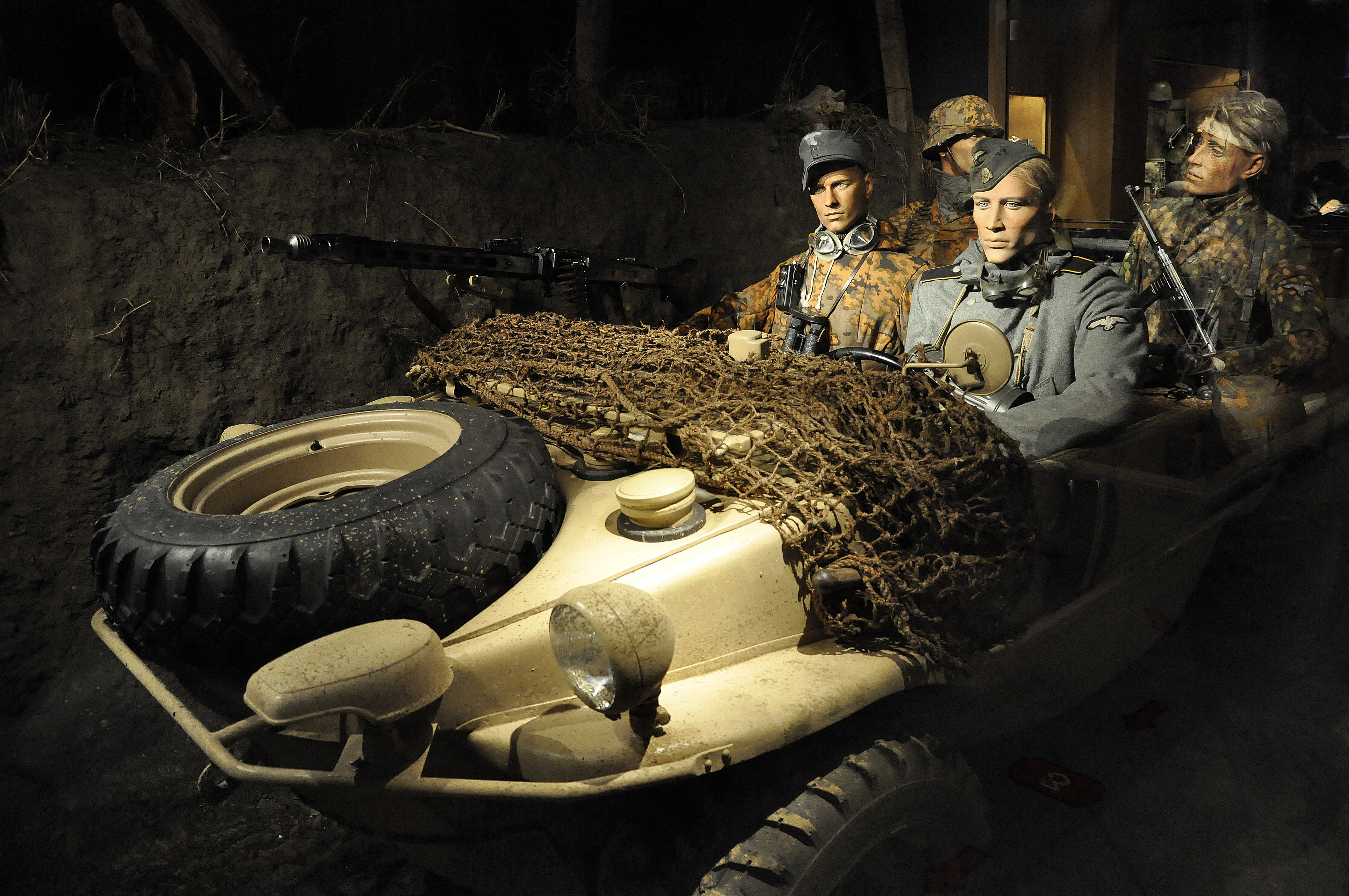
Een Volkswagen Schwimmwagen in het museum
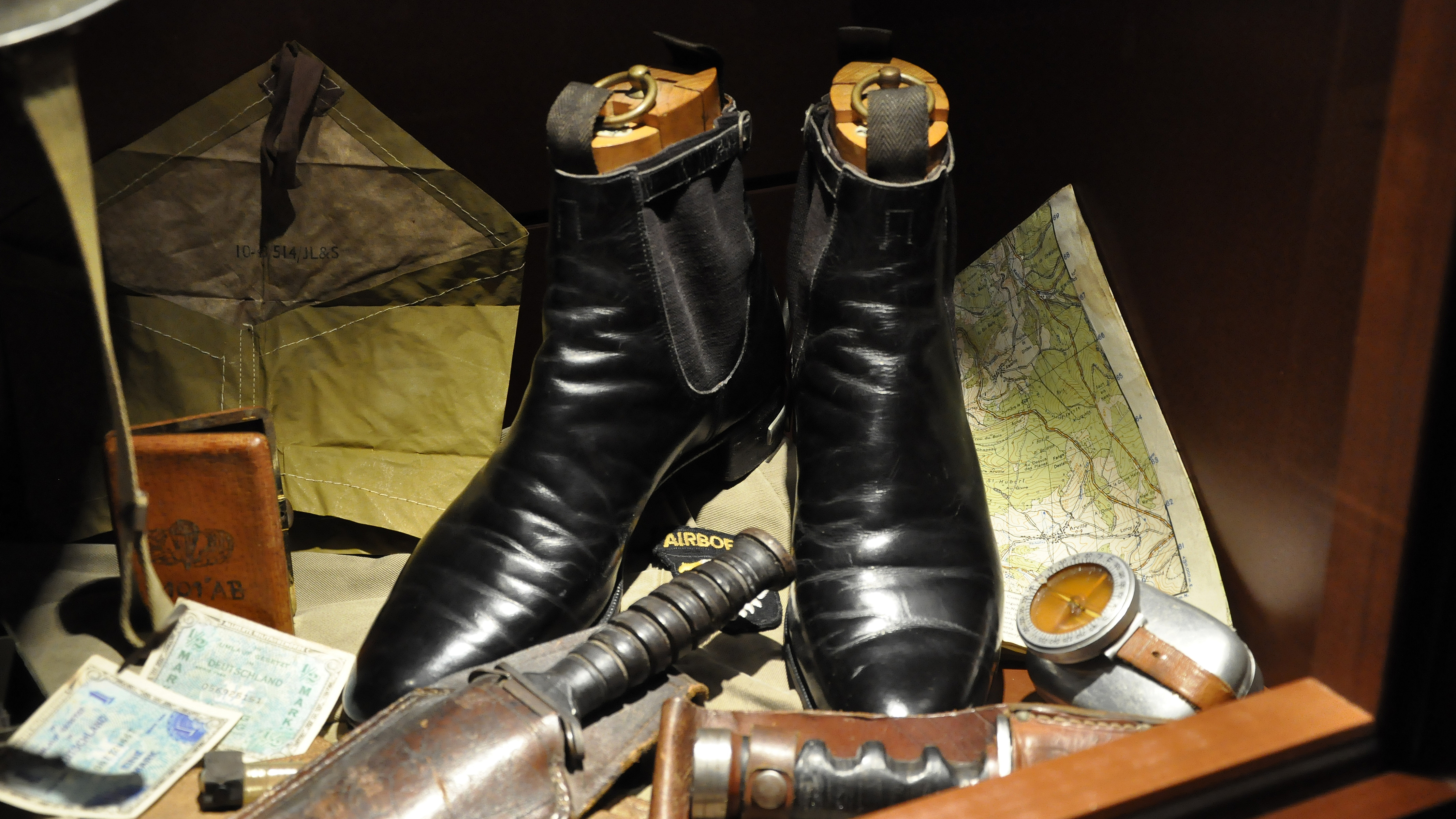
Laarzen van generaal George Patton in het museum